# La Portella (Paüls de Flamisell)
La Portella, és un coll a 1.199,4 m. alt. del terme municipal de la Torre de Cabdella), a l'antic terme de Mont-ros, del Pallars Jussà.
Està situada al sud-est del poble de Paüls de Flamisell, a la carena que separa les dues valls de l'antic terme de Mont-ros: la de la Coma i la de la Plana i Beranui. És l'enllaç entre el Tossal dels Moros i el Serrat de Rascars.